# Bute Inlet
El Bute Inlet (en español, entrante, fiordo o bahía de Bute) es uno de principales entrantes marinos o fiordos de la costa de la Columbia Británica.

## Geografía
El entrante o fiordo tiene 80 km de largo y discurre en dirección SSO, desde su cabeza en las bocas de los ríos Homathko y río Southgate (65 km) hasta los promontorios continentales en su boca, donde está casi bloqueado por la isla Stuart (que forma parte de las islas Discovery). El fiordo tiene una anchura media de 3 700 metros y una profundidad máxima de 650 metros.
Si se considera el fiordo hasta el final del canal, el Bute Inlet se prolonga unos treinta kilómetros más entre las islas Discovery, prolongándose por el canal de la calma (Calm Channel ) y por el canal Sutil (Sutil Channel) hasta llegar al extremo norte del estrecho de Georgia, que separa la isla de Vancouver del continente. En ese punto, el antiguo camino del glaciar Bute está flanqueada por la isla Quadra (O) y la isla Cortés (al este, con 130 km²).
El fiordo está rodeado de altas montañas que se elevan a más de 3.000 metros. Su umbral se encuentra a las afueras del fiordo en el canal de La Calma, con una profundidad de 370 metros. El río Homathko drena una cuenca de 5 720 km², que incluye varios campos de hielo permanente y el suministro de agua en el fiordo está en su punto máximo durante el deshielo en julio.
El Bute Inlet se encuentra dentro de la parte continental del Distrito Regional de Strathcona.

## Historia
El nombre del Bute Inlet le fue dado por George Vancouver, en el transcurso de la expedición Vancouver (1791-95), en honor de John Stuart, 3.er conde de Bute (1713-92), que fue brevemente Primer Ministro de Gran Bretaña (menos de un año, en 1762-63) y que no hacia mucho acababa de fallecer. Su nieto Charles Stuart (1779-1845), 1.er Baron de Stuart de Rothesay, que era compañero maestro (master's mate) en el HMS Discovery de Vancouver.
El Bute Inlet jugó un papel interesante en la historia temprana de la colonia de la Columbia Británica. El empresario inglés Alfred Waddington trató de construir una ruta a las minas de oro Cariboo, que era más corto y más fácil que las rutas ya existentes a través del cañón Fraser y la carretera Douglas. En competencia con el proyectado ferrocarril del Cariboo Wagon Road, aún en construcción en ese momento, Waddington, obtuvo una licencia del gobierno colonial para llevar a cabo la construcción de un camino de carros desde la cabeza del Bute Inlet a través del río Homathko hasta la meseta de Chilcotin, y desde allí, al este, a través del Fraser a los yacimientos de oro Caribú. El plan era que los vapores partiesen desde Victoria y viajasen a la cabeza del Bute Inlet, y luego los viajeros tomasen lo que iba a ser una carretera de peaje por tierra desde allí. Se le concedió un sitio para un pueblo a la cabeza del inlet (aún figura en los mapas como puerto Waddington, pero que no es nada más que un reconocimiento de la tierra) e inició la construcción hasta el gran cañón del Homathko desde allí.
Pronto se produjeron conflictos con guerreros de la nación Tsilhqot'in, cuando el capataz de Waddington les amenazó con la viruela; los guerreros estaban trabajando como mano de obra debido a la hambruna en su país, que estaba al otro lado de las montañas, en el lado interior de la cordillera. Discutiendo sobre sus amenazas una noche, los guerreros, dirigidos por Klatsassin de la Xeni Gwet'in del valle Nemaia, cerca del lago Chilko, se rebelaron y sacrificaron al grupo de trabajo de Waddington. Tres hombres escaparon y llegaron a la civilización a pesar de las graves heridas. Como resultado de sus informes, se organizaron varias expediciones, una de tropas desde Victoria y otra de un grupo de voluntarios de Cariboo. Siguieron un juego de persecución y espera conocido en la historia como la gGuerra Chilcotin de 1864, que terminó con la rendición, con la amnistía para Klatsassin, que fue traicionado y colgado en Quesnellemouthe (cerca de la actual Quesnel).
La ruta del Bute Inlet también fue más tarde considerada para realizar el trazado de la línea principal de la Canadian Pacific Railway, que se quería ampliar por la costa oeste del entrante y mediante una serie de puentes hasta llegar a la isla de Vancouver, cerca de la localidad de Campbell River, a través de la zona de los Seymour Narrows. Esta ruta fue pasada por alto en favor de la ruta del cañón Fraser hasta una nueva ciudad portuaria en el Burrard Inlet, que se convertirá en la ciudad de Vancouver. Uno de los factores que disuadió a las autoridades de CPR de utilizar el Bute Inlet; fue el impacto político residual de la guerra de Chilcotin; otros fueron la pronunciada pendiente requerida en el cañón del río Homathko para llegar a la altura de la meseta de Chilcotin, en el lado interior de las Montañas Costeras, así como el costo de las voladuras a lo largo del entrante y la necesidad de construir algunos puentes en aguas profundas.

## Presencia de hidrocarburos de origen natural
Durante los inviernos excepcionalmente fríos, una misteriosa materia de color amarillento con la consistencia de la cera aparece en las aguas superficiales del Bute Inlet. Se trata de un hidrocarburo natural, de la clase de los terpenoides.

## Proyecto hidroeléctrico
Un importante proyecto hidroeléctrico para producir electricidad utilizando los ríos que alimentan el Bute Inlet fue propuesto en 2008 por la sociedad Plutonic Power Corporation. La potencia sería de unos 1000 MW y la energía debe llegar a los 3.000 GWh al año. El gran tamaño del proyecto en una zona remota y todavía virgen ha suscitado la oposición y protesta de varias organizaciones.